# پایگاه هوایی دابروسلاوتسی
پایگاه هوایی دابروسلاوتسی (به انگلیسی: Dobroslavtsi Air Base) (به زبان بومی: ۱ва Изтребителна авиобаза Доброславци) یک فرودگاه نظامی است که یک باند فرود بتن دارد و طول باند آن ۲۲۰۲ متر است. این فرودگاه در کشور بلغارستان قرار دارد و در ارتفاع ۵۳۰ متری از سطح دریا واقع شده‌است.